# Pseudonapomyza kobdosana
Pseudonapomyza kobdosana este o specie de muște din genul Pseudonapomyza, familia Agromyzidae, descrisă de Zlobin în anul 2002.
Este endemică în Mongolia. Conform Catalogue of Life specia Pseudonapomyza kobdosana nu are subspecii cunoscute.